# El Palomar (Buenos Aires)
El Palomar is een plaats in het Argentijnse bestuurlijke gebied Tres de Febrero / Morón in de provincie Buenos Aires. De plaats telt 74.751 inwoners.
Nabij El Palomar bevindt zich een basis van de Argentijnse luchtmacht vanwaar met transportvliegtuigen wordt gevlogen.

## Geboren
- Gustavo Santaolalla (1951), musicus en filmcomponist